# Robert Besson
Ne doit pas être confondu avec Robert Bresson.
Robert, Alix Besson est un homme politique français, né le 29 septembre 1903 à Koléa (Algérie) et décédé le 12 juin 1978 à Mont-de-Marsan.

## Biographie
Né en Algérie, il grandit cependant à Villeneuve-de-Marsan. Ingénieur des travaux publics, il travaille pour les établissements France-Route à Mont-de-Marsan à partir de 1926. Il fera toute sa carrière dans cette entreprise, dont il sera ensuite sous-directeur.
Membre du Parti radical, il est cependant un gaulliste enthousiaste. En 1947, c'est avec le soutien du RPF qu'il ravit la mairie de Mont-de-Marsan au socialiste Marcel David, qu'il bat d'ailleurs aux cantonales deux ans plus tard. Robert Besson devient alors vice-président du Conseil général des Landes.
En 1951, il mène une liste soutenue par le RPF aux législatives. Bien qu'obtenant 18,2 % des voix, il n'est pas élu, le largement apparentement des listes de la « troisième force » emportant la totalité des sièges.
Après la mise en sommeil du RPF, il se tourne vers le Rassemblement des gauches républicaines, cartel sans grande cohérence politique, pour le soutenir lors des législatives de 1956. Il réussit une percée, avec 21,2 % des voix, ce qui lui permet d'être élu député.
A l'Assemblée, il siège au sein du groupe RGR-Centre républicain, situé au centre-droit. Son travail parlementaire est essentiellement consacré aux questions agricoles. Il plaide notamment pour l'amélioration des services vétérinaires. Par sa formation, il s'intéresse aussi aux questions de transports, et, en avril 1957, réclame la construction d'un grand réseau autoroutier pour répondre à l'augmentation du nombre des accidents de la route.
Soutenant logiquement le retour de Charles de Gaulle au pouvoir en 1958, il se présente avec l'étiquette de l'UNR aux législatives de novembre, et est réélu député. Sans doute emporté par l'atonie du groupe gaulliste, composé principalement de députés « godillots », se contentant de soutenir le gouvernement sans guère intervenir, il ne développe pas une grande activité pendant ce second mandat.
Ce gaullisme franc et massif, dans un département qui ne l'est pas, le fragilise politiquement. En 1961, il préfère ne pas se représenter aux cantonales
En mars 1962, il est mis en minorité dans son conseil municipal, par la coalition des socialistes et des radicaux restés fidèles au parti. C'est le socialiste Charles Lamarque-Cando qui prend le fauteuil de maire.
C'est aussi lui qui le bat aux législatives d'octobre 1962, conduisant Robert Besson à n'avoir plus le moindre mandat électif.
Nommé au conseil économique et social, jusqu'en 1965, il se consacre aussi à ses activités professionnelles, ainsi qu'à la présidence du syndicat professionnel régional de l’industrie routière d’Aquitaine, qu'il exerce de 1961 à 1970.

## Mandats électoraux
- Maire de Mont-de-Marsan (1947-1962)
- Député de la première circonscription des Landes (1956-1962)
- Conseiller général du canton de Mont-de-Marsan-Nord (1949-1961)
- Vice-président du conseil général des Landes (1949-1961)

## Décoration
- Chevalier de la Légion d'honneur